# شهرستان گتسیبو
شهرستان گتسیبو (به لاتین: Gatsibo District) یک منطقهٔ مسکونی در رواندا است که در استان شرقی (روآندا) واقع شده‌است. شهرستان گتسیبو ۱٬۵۸۵٬۳ کیلومتر مربع مساحت و ۴۳۳٬۹۹۷ نفر جمعیت دارد.